# 塞羅羅梅河
23°33′51″S 27°07′50″E / 23.564066°S 27.130639°E
塞羅羅梅河（英語：Serorome River）是博茨瓦納的河流，位於該國東部，處於中部區，屬於林波波河的支流，流經稀樹草原、灌木和樹木等平坦地區，受半乾旱氣候影響。